# 설손

설손(偰遜, 미상 ~ 1360년)은 원나라에서 고려로 귀화한 문신이다. 처음의 이름은 백료손(百遼遜)이다. 경주 설씨(慶州 偰氏)의 시조이기도 하다.

## 가계
본래 위구르(回鶻) 사람으로 조상 대대로 설련하(偰輦河: 현재의 셀렝가강)에 살았으므로 설(偰)로 성씨를 삼았다. 고조할아버지 율른 테뮈르(Yulïn temür, 嶽璘帖穆爾)는 칭기즈 칸의 정복전쟁을 도우면서 많은 전공을 세웠고, 여러 관직을 지냈으며, 죽은 뒤에는 선력보덕공신(宣力保德功臣)으로 추증되었다. 그의 아들인 카라 부카(Qara buqa, 合剌普華)는 학문과 교육에 큰 관심을 보였다. 또한 합랄보화의 아들이었던 설문질(偰文質)은 열 살 때 자신의 살을 베서 어머니의 병을 고치기도 하였다. 그리고 설손의 아버지 설철독(偰哲篤)은 이부상서(吏部尚書), 회남행성좌승(淮南行省左丞), 강서행성우승(江西行省右丞) 등을 지냈으며, 《요사》(遼史)의 제조관이었다.

## 생애
1345년(원 순제 13년; 고려 충목왕 원년)에 진사시(進士試)에 급제해 한림응봉문자(翰林應奉文字)·선정원단사관(宣政院斷事官)을 지내고 단본당(端本堂) 정자(正字)로 선발되어 황태자(皇太子)에게 경전(經典)을 가르쳤다. 그러나 승상 카마(哈麻)와 마찰이 있었기 때문에 단주(單州: 현 중국 산둥성 산현) 수령으로 나갔다가 부친상을 당하자 대령(大寧)에서 우거했다.
홍건적이 대령을 침범하자 1358년(공민왕 7년)에 병란을 피하여 고려로 왔다. 공민왕이 원나라에 있을 때 황태자를 단본당(端本堂)에서 시종하면서 설손과 구면이 있었으므로 그를 크게 후대했다. 공민왕은 그에게 집을 하사하고 고창백(高昌伯)으로 봉했다가 부원후(富原侯)로 다시 봉하고 부원(富原: 현재의 서울특별시 용산구·마포구)의 농토를 하사했다. 1360년(공민왕 9년)에 사망했다.

## 가족
- 고조부: 율른 테뮈르(Yulïn temür[2] > 嶽璘帖穆爾)[3]
  - 증조부: 카라 부카(Qara buqa > 合剌普華)[4]
    - 조부: 설문질(偰文質)[5]
      - 부: 설철독(偰哲篤)[4]
        - 본인: 설손
        - 처: 조씨(趙氏)[12]
          - 자: 설장수(偰長壽)
          - 자: 설연수(偰延壽)
          - 자: 설복수(偰福壽)
          - 자: 설경수(偰慶壽)
            - 손자: 설순(偰循: 미상~1435년 11월 11일(음력 10월 21일)[13])

          - 자: 설미수(偰眉壽)

      - 숙부: 설첩해(偰帖該)[14]

## 작품
- 《근사재일고》가 있다고 기록에 전하나,[1] 현재는 유실되었으며, 시 몇 편과 산문 한 편이 《동문선》에 전한다.

## 전기 자료
- 《고려사》 권112, 〈열전〉25, 설손

## 참고 자료
- 《원사》, 《신원사》, 《요사》
- 《고려사》
- 《목은문고》
- 《태종실록》, 《세종실록》